# سيريل هاريسون
سيريل هاريسون (11 نوفمبر 1915 - 28 مايو 1998) (بالإنجليزية: Cyril Harrison)‏ هو لاعب كريكت بريطاني (وحمل سابقاً جنسية المملكة المتحدة لبريطانيا العظمى وأيرلندا).

## وصلات خارجية
- سيريل هاريسون على موقع إي آس بي آن كريك إنفو (الإنجليزية)